# Roberto Álamo
Roberto Martínez Felipe, conocido como Roberto Álamo (Madrid, 15 de julio de 1970), es un actor español. Integrante de la compañía de teatro Animalario y formado en la Escuela de Cristina Rota, obtuvo el Premio Max de teatro a la Mejor interpretación masculina en 2010 por su aclamado trabajo en la obra Urtain, así como dos Premios Goya, en 2013 y 2017.

## Trayectoria
Comenzó su carrera como actor en teatro con la compañía Animalario y en televisión en series como Éste es mi barrio (1996) o La casa de los líos (1998). 
En 2003 participó en su primera película, la comedia de David Serrano Días de fútbol (2003), junto a Alberto San Juan y Fernando Tejero, y tras cortas intervenciones en series y películas como Gordos (2009) o Una hora más en Canarias (2010), protagonizó junto a Antonio de la Torre Dispongo de barcos (2010), la historia de cuatro hombres que deambulan por la ciudad presionados por su pasado.
Posteriormente ha participado en películas como La piel que habito (2011) de Pedro Almodóvar, Gordos de Daniel Sánchez Arévalo, Los dos lados de la cama de Emilio Martínez Lázaro, o Te doy mis ojos de Icíar Bollaín, La gran familia española (2013) o su papel en De tu ventana a la mía de Paula Ortiz.
En televisión es conocido por su papel de Juan de Calatrava en la serie Águila Roja (2009).
En 2013 ganó el Goya al mejor actor de reparto. El actor se impuso a Carlos Bardem con Alacrán enamorado, a Juan Diego Botto por "Ismael" y a Antonio de la Torre, su hermano ficticio en La gran familia española.
El 4 de febrero de 2017 ganó el Premio Goya al Mejor actor protagonista por Que Dios nos perdone.

## Filmografía
| Año  | Película                                | Personaje                   | Director                           |
| ---- | --------------------------------------- | --------------------------- | ---------------------------------- |
| 1996 | Minas (Cortometraje)                    |                             |                                    |
| 1998 | Casting                                 |                             | Fernando Merinero                  |
| 1999 | La mujer más fea del mundo              | Peluquero                   | Miguel Bardem                      |
| 2000 | Km.0                                    | Policía                     | Yolanda García                     |
| 2001 | Noche de Reyes                          |                             | Miguel Bardem                      |
| 2001 | Desaliñada (Cortometraje)               | Mejillón                    | Gustavo Salmerón                   |
| 2001 | Soberano, el Rey Canalla (Cortometraje) | K                           | Miguel Bardem                      |
| 2002 | Valentín                                | Eusebio                     | José Luis Iborra                   |
| 2002 | Rutina (Cortometraje)                   | Gonzalo                     | Francisco de Lucas                 |
| 2003 | Días de fútbol                          | Ramón                       | David Serrano                      |
| 2003 | Te doy mis ojos                         | Novio de Lola               | Iciar Bollain                      |
| 2005 | Los 2 lados de la cama                  | Ex de Carlota               | Emilio Martínez Lázaro             |
| 2006 | No luz (Cortometraje)                   |                             |                                    |
| 2006 | El último golpe (Cortometraje)          | Macario                     | Juan Cavestany, David Serrano      |
| 2007 | Shevernatze, un epopeya marcha atrás    | Leo                         | Pablo Palazón                      |
| 2007 | Días de cine                            | Varios Personajes           | David Serrano de la Peña           |
| 2007 | Un buen día lo tiene cualquiera         | Joaquín                     | Santiago Lorenzo                   |
| 2008 | 219 (Cortometraje)                      | Perseguidor                 | Miguel Barrio                      |
| 2009 | Gordos                                  | Párroco                     | Daniel Sánchez Arévalo             |
| 2010 | Una hora más en Canarias                | Trabajador Salón de Belleza | David Serrano de la Peña           |
| 2010 | Dispongo de barcos                      | El de la Peluca             | Juan Cavestany                     |
| 2011 | Águila Roja: la película                | Juan de Calatrava           | José Ramón Ayerra                  |
| 2011 | La piel que habito                      | Zeca                        | Pedro Almodovar                    |
| 2011 | De tu ventana a la mía                  | Paco                        | Paula Ortiz                        |
| 2012 | Fènix 11:23                             | Cardeñosa                   | Joel Joan                          |
| 2013 | La gran familia española                | Benjamín                    | Daniel Sánchez Arévalo             |
| 2013 | Gente de sitios                         |                             | Juan Cavestany                     |
| 2015 | Incidencias                             | Guillermo                   | Juan Cruz, José Corbacho           |
| 2015 | Fuera de Foco                           | Jesús Vaquero               | José Manuel Montes, Esteban Ciudad |
| 2015 | Regreso a la alcarria (Cortometraje)    | Narrador (Voz)              | Tomás Cimmadevilla                 |
| 2016 | Que Dios nos perdone                    | Javier Alfaro               | Rodrigo Sorogoyen                  |
| 2017 | Es por tu bien                          | Poli                        | Carlos Therón                      |
| 2017 | Zona hostil                             | Capitán Torres              | Adolfo Martínez                    |
| 2017 | La niebla y la doncella                 | Teniente Nava               | Andrés Koppel                      |
| 2018 | Alegría, tristeza                       | Marcos                      | Ibón Comenzana                     |
| 2018 | Tiempo después                          | José María                  | José Luis Cuerda                   |
| 2019 | El asesino de los caprichos             | Comisario Julián Vargas     | Gerardo Herrero                    |
| 2021 | Josefina                                | Juan                        | Javier Marco                       |
| 2021 | El Lodo                                 | Tomás                       | Iñaki Sánchez                      |
| 2022 | El páramo                               | Salvador                    | David Casademunt                   |
| 2023 | El fantástico caso del Golem            | Antonio                     | Burnin Percebes                    |
| 2024 | Del Revés 2                             | Secreto inconfesable (voz)  | Kelsey Mann                        |
| 2024 | Matusalén                               | José Ramón                  | David Galán Galindo                |
| 2024 | Odio el Verano                          | Alonso Morcillo             | Fer García-Ruiz                    |

### Series de televisión
| Año         | Serie                            | Canal                   | Personaje                               | Notas        |
| ----------- | -------------------------------- | ----------------------- | --------------------------------------- | ------------ |
| 1996        | Éste es mi barrio                | Antena 3                |                                         | 1 episodio   |
| 1998        | La casa de los líos              | Antena 3                |                                         | 1 episodio   |
| 2005        | Maneras de sobrevivir            | Telecinco               | Josete                                  | 13 episodios |
| 2007        | Génesis: En la mente del asesino | Cuatro                  | Director documental                     | 1 episodio   |
| 2007        | Los Serrano                      | Telecinco               | Arturo                                  | 1 episodio   |
| 2007        | La familia Mata                  | Antena 3                |                                         | 1 episodio   |
| 2007 - 2008 | Los hombres de Paco              | Antena 3                | Aliado Uriarte                          | 5 episodios  |
| 2008        | Sin tetas no hay paraíso         | Telecinco               |                                         | 2 episodios  |
| 2008        | Aída                             | Telecinco               | Martillo                                | 1 episodio   |
| 2008        | LEX                              | Antena 3                |                                         | 1 episodio   |
| 2009        | Hermanos y detectives            | Telecinco               |                                         | 1 episodio   |
| 2009 - 2013 | Águila roja                      | La 1                    | Juan de Calatrava                       | 44 episodios |
| 2011        | Estudio 1                        | La 1                    | Urtain                                  | 1 episodio   |
| 2013        | Luna, el misterio de Calenda     | Antena 3                | Diego Mendoza                           | 7 episodios  |
| 2014        | Bienvenidos al Lolita            | Antena 3                | Cúper                                   | 8 episodios  |
| 2014        | Hermanos                         | Telecinco               | Xabi                                    | 4 episodios  |
| 2015        | Bajo sospecha                    | Antena 3                | Federico Sanz                           | 3 episodios  |
| 2017; 2019  | Estoy vivo                       | La 1                    | Andrés Vargas Soto                      | 8 episodios  |
| 2018        | Fugitiva                         | La 1                    | José K.                                 | 8 episodios  |
| 2018        | El Continental                   | La 1                    | Juan León de Baena                      | 10 episodios |
| 2020        | Caronte                          | Prime Video / Telecinco | Samuel Caronte                          | 13 episodios |
| 2020        | Antidisturbios                   | #0                      | José Antonio Úbeda                      | 6 episodios  |
| 2020        | Porvenir                         | #0                      | Alfonso Cortés-Cavanillas               | 4 episodios  |
| 2021        | La reina del pueblo              | Atresplayer             | Diego                                   | 6 episodios  |
| 2022        | Historias para no dormir         | Prime Video             | Claudio                                 | 1 episodio   |
| 2023        | Las noches de Tefía              | Atresplayer             | Rafael Robles "La Viga"                 | 6 episodios  |
| 2023        | La Red Púrpura                   | Atresplayer             | Dimas                                   | ¿? episodios |
| 2024        | Asalto al Banco Central          | Netflix                 | Teniente General Emilio Alonso Manglano | 2 episodios  |
| 2024        | Atasco                           | Prime video             | Taxista                                 |              |

### Teatro
| Añ        | Obra                                              | Dirección                            |
| --------- | ------------------------------------------------- | ------------------------------------ |
| 1994      | La Madeja                                         | Cristina Rota                        |
| 1994      | Lo bueno de las flores es que se marchitan pronto | Cristina Rota                        |
| 1995-1996 | Esperando al Zurdo                                | Cristina Rota                        |
| 1997      | Naufragos                                         | María Botto, Jesús Amate             |
| 1997      | Cinco hombres, cinco estilos                      | Cristina Rota                        |
| 1997      | Bola de Sebo                                      | Secun de la Rosa                     |
| 1997      | La Barraca                                        | Cristina Rota                        |
| 1998      | Los Caballeros                                    | Rosa García Rodero                   |
| 1998      | Qué importa que te ame                            | Alberto San Juan                     |
| 1999      | Ni el dolor, ni el fracaso                        | Roberto Álamo                        |
| 1999      | Borges Cabaret                                    | Andrés Lima, Alberto San Juan        |
| 1999      | El Obedecedor                                     | Amparo Valle                         |
| 1999-2021 | El fin de los sueños                              | Andrés Lima                          |
| 2002      | Pornografía barata                                | Andrés Lima                          |
| 2002      | Tren de Mercancías huyendo hacia el Oeste         | Andrés Lima, Alberto San Juan        |
| 2003-2005 | Alejandro y Ana                                   | Andrés Lima, Sandra Gallego          |
| 2005-2006 | Hamelin                                           | Andrés Lima                          |
| 2005      | Miura por cuatro; La mujer de los ojos tristes    | Andrés Lima, Celia León              |
| 2007      | Marat-Sade                                        | Andrés Lima                          |
| 2008      | El Bateo de Madrid a París                        | Daniel Bianco                        |
| 2008-2010 | Urtain                                            | Juan Cavestany                       |
| 2010-2011 | Un tranvía llamado Deseo                          | Mario Gas                            |
| 2012-2013 | De ratones y hombres                              | Miguel del Arco                      |
| 2014-2017 | Lluvia Constante                                  | David Serrano, Sergio Peris Mencheta |
| 2020      | Magallanes, el viaje infinito                     | Mayca Aguilera, Benigno Moreno       |

### Publicidad
- En 2012 protagoniza el anuncio de BET365, empresa de apuestas deportivas.
- En 2012 Anuncio de la plataforma "Ni un pez por la borda" instando a la firma de la petición para evitar los descartes pesqueros.

## Premios y nominaciones
2008
- Ganador del Premio de la Unión de Actores al Mejor actor revelación por Urtain.
- Finalista del Premio Mayte por Urtain.

2009
- Ganador del Premio Ercilla a la Mejor interpretación masculina por Urtain.

2010
- Ganador del Premio Max a la mejor interpretación masculina protagonista por Urtain.
- Ganador del Premio Villa de Madrid a la mejor interpretación masculina de teatro por Urtain.

2013
- Ganador Premio Goya a Mejor Interpretación Masculina de Reparto por La gran familia española

- Ganador del Premio de la Unión de Actores al Mejor actor de reparto por La gran familia española
- Finalista a la Medallas del Círculo de Escritores Cinematográficos Mejor Actor de Reparto por La gran familia española

2014
- Ganador Fotograma de Plata 2014 Mejor Actor de Teatro por Lluvia constante
- Finalista Premio Feroz al Mejor Actor de Reparto por La gran familia española

2016
- Ganador Premio Goya a La Mejor Interpretación Masculina Protagonista por Que Dios nos perdone

- Finalista a la Medallas del Círculo de Escritores Cinematográficos Mejor Actor Protagonista por Que Dios nos perdone
- Finalista Fotograma de Plata a Mejor Actor por Que Dios nos perdone

2017
- Ganador Premio José María Forqué Mejor interpretación masculina por Que Dios nos perdone
- Ganador Premio Feroz al Mejor Actor Protagonista por Que Dios nos perdone
- Ganador Premio San Pancracio de Honor de Festival Solidario de Cine Español de Cáceres
- Ganador Premio Madrid Hombre del Año 2017
- Finalista Premios Blogos de Oro a Mejor Actor Principal por Que Dios nos perdone

2022
- Finalista Premio Feroz al Mejor Actor Protagonista por Josefina.